# Contea di Zhuanglang
La contea di Zhuanglang (莊浪縣S, Zhuānglàng XiànP) è una contea della Cina, situata nella provincia del Gansu.